# Botafogo de Futebol e Regatas (basquetbol)
El Botafogo Basketball és la secció de basquetbol del club Botafogo de Futebol e Regatas de la ciutat de Rio de Janeiro.
En un partit de bàsquet el 1942 entre el club de rem i el club de futbol del barri Botafogo (Club de Regates Botafogo i Botafogo Football Club, respectivament), després del descans, Armando Albano, jugador del futbol, va morir a la pista després de patir un atac cardíac. En el seu honor, el president de cada entitat va decidir fusionar els seus clubs per convertir-se en el Botafogo de Futebol e Regatas. L'any 2017 el club jugava la Liga Ouro, segona divisió brasilera.

## Palmarès
- Campionat brasiler de bàsquet: 
  - 1967
- Liga Ouro (segona divisió brasilera):
  - 2017
- Campionat de Rio de Janeiro:
  - 1939, 1942 (com a Botafogo Football Club), 1943, 1944, 1945, 1947, 1966, 1967, 1968, 1991 (com a Botafogo de Futebol e Regatas)
- Campionat de Rio de Janeiro femení:
  - 1955, 1960, 1961, 1962, 1963, 1995, 2006